# たらめぐみ
たら めぐみ（1985年 - ）は、日本の漫画家。神奈川県出身。東京スポーツ創刊50周年として企画されたテンホー漫画賞にて、300を超える応募作の中から満場一致で大賞を受賞。その後、同紙上にて4コマ漫画でデビューした。

## 評価
テンホー漫画賞大賞作『デリヘル嬢』は、4コマ漫画ながら「ビミョーな男性心理と風俗嬢が抱える矛盾を指摘した大傑作」と、紙面上で評価された。

## 人物
- 東京スポーツでは『女優安達祐実似の小柄美女』または『4コマ漫画の鬼才』とのニュアンスで形容されることが多い。
- 東京スポーツのB-1グランプリ特集記事では、レポーター兼モデル役として本人が登場した。
- 内田春菊が講師を務める講座で漫画を学んでいた。
- デリヘルなど風俗業界の情報をネタ帳に収集し、創作に役立てている[2]。

## 作品
- たらめぐみ劇場（東京スポーツ）
- 笑劇デリバリー（みこすり半劇場）
- 人妻ルサンチマン（漫画サンデー）